# كيت بيرسون (ممثلة)
كيت بيرسون (بالإنجليزية: Kate Pierson)‏ هي موسيقية ومغنية وكاتبة أغاني وعازفة قيثارة وممثلة أمريكية، ولدت في 27 أبريل 1948 في Weehawken, New Jersey ‏ في الولايات المتحدة.

## وصلات خارجية
- كيت بيرسون (ممثلة) على موقع IMDb (الإنجليزية)
- كيت بيرسون (ممثلة) على موقع ميوزك برينز (الإنجليزية)
- كيت بيرسون (ممثلة) على موقع إن إن دي بي (الإنجليزية)
- كيت بيرسون (ممثلة) على موقع ديسكوغز (الإنجليزية)
- كيت بيرسون (ممثلة) على موقع قاعدة بيانات الفيلم (الإنجليزية)